# Španie Pole
Španie Pole (bis 1927 slowakisch auch „Španopole“; ungarisch Gömörispánmező – bis 1907 Ispánmező) ist eine Gemeinde in der südlichen Mittelslowakei mit 72 Einwohnern (Stand 31. Dezember 2024), die im Okres Rimavská Sobota, einem Kreis des Banskobystrický kraj, liegt und zur traditionellen Landschaft Gemer gehört.

## Geographie

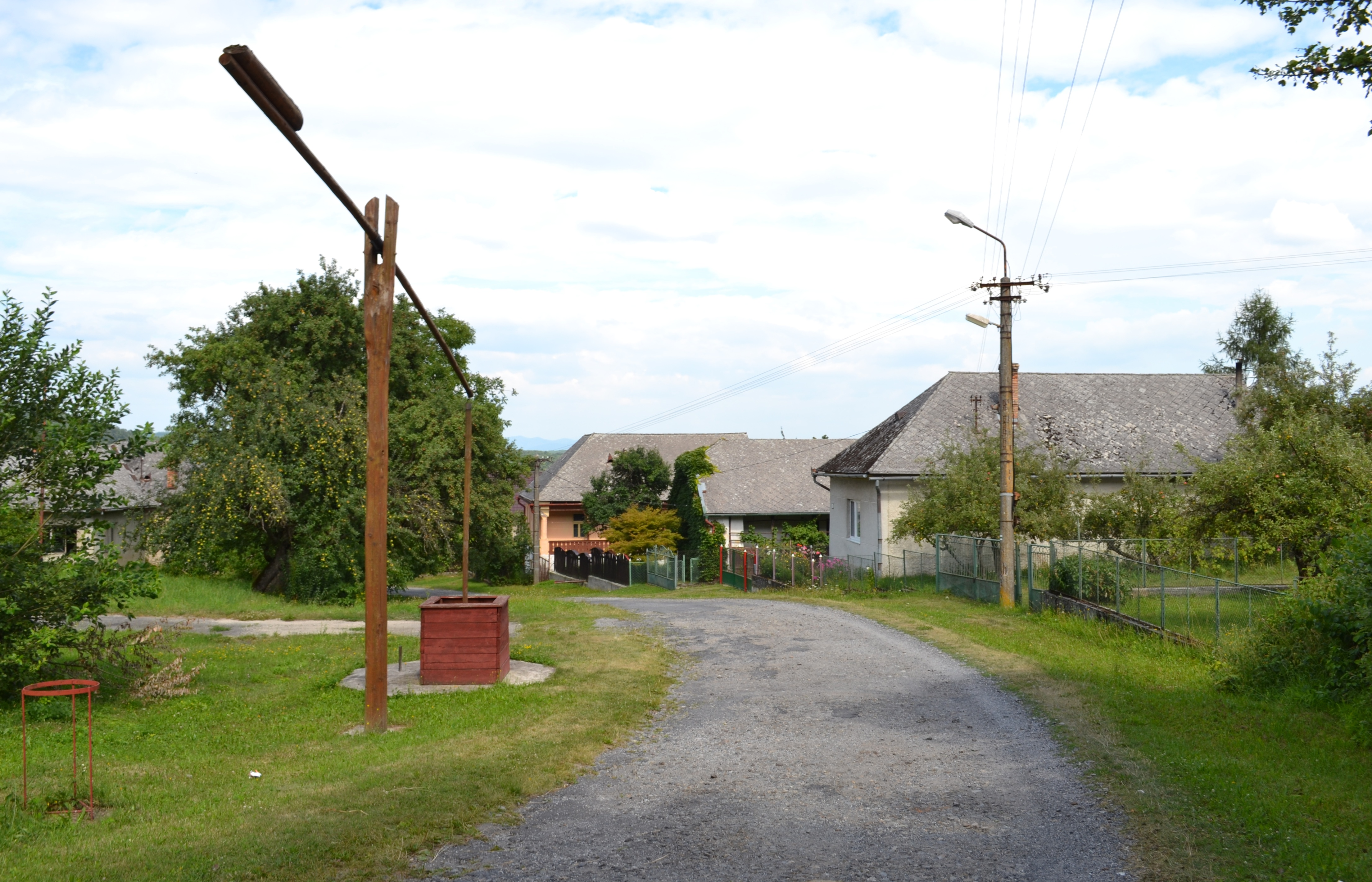
Straßenansicht in Španie Pole

Die Gemeinde befindet sich im Bergland Revúcka vrchovina innerhalb des Slowakischen Erzgebirges, im Quellbereich des Baches Španie im Einzugsgebiet des Turiec und somit der Slaná. Das Ortszentrum liegt auf einer Höhe von 370 m n.m. und ist 24 Kilometer von Rimavská Sobota entfernt.
Nachbargemeinden sind Rybník (Hauptort und Ortsteil Brusník) im Westen, Norden und Nordosten, Chvalová im Osten und Hostišovce im Süden.

## Geschichte

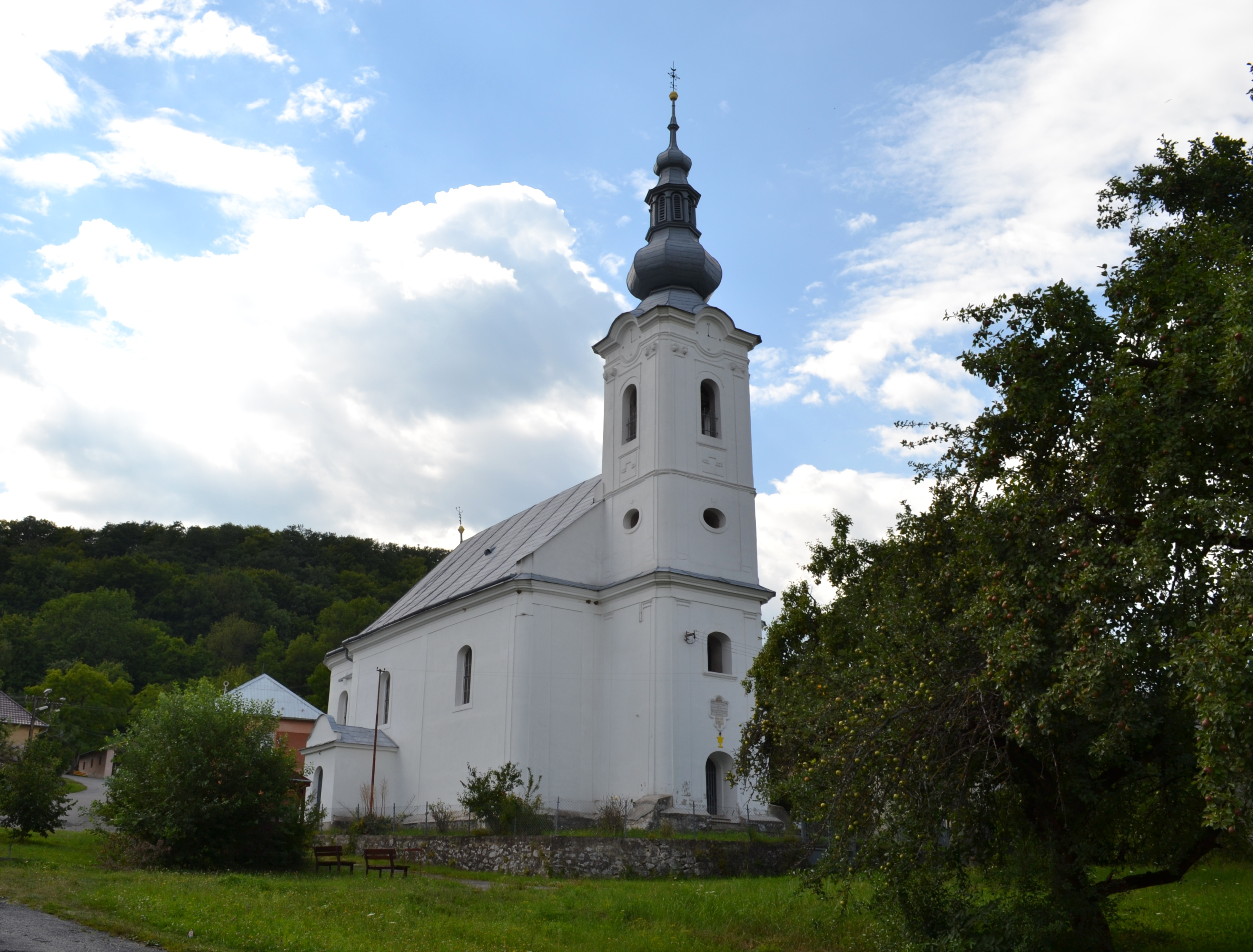
Evangelische Kirche in Španie Pole

Španie Pole wurde zum ersten Mal 1301 als Spanmezew schriftlich erwähnt. Das Dorf war zuerst Bestandteil der Herrschaft der Burg Blh, im 15. und 16. Jahrhundert war es Besitz der Familie Derencsényi und danach des Landadels sowie im Herrschaftsgebiet der Burg Muráň. 1427 gab es hier 10 Porta. 1828–37 zählte man 98 Häuser und 810 Einwohner, die als Hersteller von Holzgeschirr, Haushandwerker und Kalkbrenner beschäftigt waren, dazu gab es im Ort ein Eisenhammerwerk.
Bis 1918/19 gehörte der im Komitat Gemer und Kleinhont liegende Ort zum Königreich Ungarn und kam danach zur Tschechoslowakei beziehungsweise heute Slowakei. In der ersten tschechoslowakischen Republik waren die Einwohner als Obstbauer, Viehhalter und Saisonarbeiter tätig.

## Bevölkerung
| Jahr                | 1994 | 2004     | 2014    | 2024     |
| ------------------- | ---- | -------- | ------- | -------- |
| Anzahl der Personen | 107  | 87       | 83      | 72       |
| Unterschied         |      | −18,69 % | −4,59 % | −13,25 % |

| Jahr                | 2023 | 2024    |
| ------------------- | ---- | ------- |
| Anzahl der Personen | 76   | 72      |
| Unterschied         |      | −5,26 % |

Gemäß der Volkszählung 2011 wohnten in Španie Pole 87 Einwohner, davon 81 Slowaken und sechs Magyaren.
43 Einwohner bekannten sich zur Evangelischen Kirche A. B. und 42 Einwohner zur römisch-katholischen Kirche. Zwei Einwohner waren konfessionslos.

## Baudenkmäler
- evangelische Kirche im klassizistischen Stil aus dem Jahr 1810, 1931 erneuert[6]